# Фінал Кубка Стенлі 2009

Фінал Кубка Стенлі 2009 (англ. Stanley Cup Finals) — 116-й загалом фінал Кубка Стенлі та сезону 2008–2009 у НХЛ між командами «Піттсбург Пінгвінс» та «Детройт Ред Вінгз». Фінальна серія стартувала 30 травня в Детройті, а фінішувала 12 червня перемогою «Піттсбург Пінгвінс».
У регулярному чемпіонаті «Піттсбург» фінішував четвертими в Східній конференції набравши 99 очок, а «Ред Вінгз» посіли друге місце в Західній конференції з 112 очками.
У фінальній серії перемогу здобули «Піттсбург Пінгвінс» 4:3. Приз Кона Сміта (найкращого гравця фінальної серії) отримав нападник «Пінгвінів» Євген Малкін.
Це був перший за останні 25 років фінал, в якому брали участь фіналісти минулого року. Також вперше з сезону 2000–2001 чинний володар Кубка Стенлі брав участь у фіналі.

## Шлях до фіналу
| Західна конференція     |          |                     |                   |                                   |
| Стадія                  | Суперник | Суперник            | Загальний рахунок | Результати матчів                 |
| Чвертьфінал конференції | 5        | Філадельфія Флайєрз | 4 : 2             | 4:1, 3:2, 3:6, 3:1, 0:3, 5:3      |
| Півфінал конференції    | 2        | Вашингтон Кепіталс  | 4 : 3             | 2:3, 3:4, 3:2, 5:3, 4:3, 4:5, 6:2 |
| Фінал конференції       | 6        | Чикаго Блекгокс     | 4 : 0             | 3:2, 7:4, 6:2, 4:1                |

| Східна конференція      |          |                      |                   |                                      |
| Стадія                  | Суперник | Суперник             | Загальний рахунок | Результати матчів                    |
| Чвертьфінал конференції | 7        | Колумбус Блю-Джекетс | 4 : 0             | 4:1, 4:0, 4:1, 6:5                   |
| Півфінал конференції    | 8        | Анагайм Дакс         | 4 : 3             | 3:2, 3:4, 1:2, 6:3, 4:1, 1:2, 4:3    |
| Фінал конференції       | 4        | Чикаго Блекгокс      | 4 : 1             | 7:2, 3:1, 2:3(ОТ), 3:2(ОТ), 4:7, 1:0 |

## Арени
| Детройт           | Джо Луїс Арена Мелон-аренаclass=notpageimage\| Арени фіналу Кубка Стенлі 2009 | Піттсбург         |
| Джо Луїс Арена    | Джо Луїс Арена Мелон-аренаclass=notpageimage\| Арени фіналу Кубка Стенлі 2009 | Мелон-арена       |
| Місткість: 20 066 | Джо Луїс Арена Мелон-аренаclass=notpageimage\| Арени фіналу Кубка Стенлі 2009 | Місткість: 16 940 |
|                   | Джо Луїс Арена Мелон-аренаclass=notpageimage\| Арени фіналу Кубка Стенлі 2009 |                   |

## Серія
| 30 травня 2009 | Детройт Ред Вінгз | 3 : 1 (1:1, 1:0, 1:0) | Піттсбург Пінгвінс | Джо Луїс Арена, Детройт |

| Протокол                                                             | Протокол   | Протокол                 | Протокол                       | Протокол |
| -------------------------------------------------------------------- | ---------- | ------------------------ | ------------------------------ | -------- |
|                                                                      | Кріс Осгуд | Голкіпери                | Марк-Андре Флері (00:00-58:02) |          |
| Бред Стюарт (13:38) Юхан Франзен (39:02) Джастін Абделькадер (42:46) |            | Руслан Федотенко (18:37) |                                |          |
| 4 хв.                                                                | Вилучення  | 2 хв.                    |                                |          |
| 30                                                                   | Кидки      | 32                       |                                |          |

| 31 травня 2009 | Детройт Ред Вінгз | 3 : 1 (0:1, 2:0, 1:0) | Піттсбург Пінгвінс | Джо Луїс Арена |

| Протокол                                                                         | Протокол   | Протокол             | Протокол                       | Протокол |
| -------------------------------------------------------------------------------- | ---------- | -------------------- | ------------------------------ | -------- |
|                                                                                  | Кріс Осгуд | Голкіпери            | Марк-Андре Флері (00:00-58:48) |          |
| Джонатан Ерікссон (24:21) Валттері Фільппула (30:29) Джастін Абделькадер (42:47) |            | Євген Малкін (16:50) |                                |          |
| 7 хв.                                                                            | Вилучення  | 21 хв.               |                                |          |
| 26                                                                               | Кидки      | 32                   |                                |          |

| 2 червня 2009 | Піттсбург Пінгвінс | 4 : 2 (2:2, 0:0, 2:0) | Детройт Ред Вінгз | Мелон-арена, Піттсбург |

| Протокол                                                                              | Протокол         | Протокол                                       | Протокол                 | Протокол |
| ------------------------------------------------------------------------------------- | ---------------- | ---------------------------------------------- | ------------------------ | -------- |
|                                                                                       | Марк-Андре Флері | Голкіпери                                      | Кріс Осгуд (00:00-59:43) |          |
| Максим Тальбо (04:48) Кріс Летанг (15:57) Сергій Гончар (50:29) Максим Тальбо (59:03) |                  | Генрік Зеттерберг (06:19) Юхан Франзен (11:33) |                          |          |
| 4 хв.                                                                                 | Вилучення        | 6 хв.                                          |                          |          |
| 21                                                                                    | Кидки            | 29                                             |                          |          |

| 4 червня 2009 | Піттсбург Пінгвінс | 4 : 2 (1:1, 3:1, 0:0) | Детройт Ред Вінгз | Мелон-арена |

| Протокол                                                                               | Протокол         | Протокол                                | Протокол                 | Протокол |
| -------------------------------------------------------------------------------------- | ---------------- | --------------------------------------- | ------------------------ | -------- |
|                                                                                        | Марк-Андре Флері | Голкіпери                               | Кріс Осгуд (00:00-59:24) |          |
| Євген Малкін (02:39) Джордан Стаал (28:35) Сідні Кросбі (30:34) Тайлер Кеннеді (34:12) |                  | Даррен Гелм (18:19) Бред Стюарт (20:46) |                          |          |
| 10 хв.                                                                                 | Вилучення        | 8 хв.                                   |                          |          |
| 31                                                                                     | Кидки            | 39                                      |                          |          |

| 6 червня 2009 | Детройт Ред Вінгз | 5 : 0 (1:0, 4:0, 0:0) | Піттсбург Пінгвінс | Джо Луїс Арена |

| Протокол | Протокол                 | Протокол  | Протокол                                                 | Протокол |
| --- | ------------------------ | --------- | -------------------------------------------------------- | -------- |
| | Кріс Осгуд (00:00-59:57) | Голкіпери | Марк-Андре Флері (00:00-35:40) Метью Гарон (35:40-60:00) |          |
| Даніель Клірі (13:32) Валттері Фільппула (21:44) Ніклас Кронвалль (26:11) Браєн Рафалскі (28:26) Генрік Зеттерберг (35:40) |                          |           |                                                          |          |
| 14 хв. | Вилучення                | 48 хв.    |                                                          |          |
| 29 | Кидки                    | 22        |                                                          |          |

| 9 червня 2009 | Піттсбург Пінгвінс | 2 : 1 (0:0, 1:0, 1:1) | Детройт Ред Вінгз | Мелон-арена |

| Протокол                                     | Протокол         | Протокол             | Протокол                 | Протокол |
| -------------------------------------------- | ---------------- | -------------------- | ------------------------ | -------- |
|                                              | Марк-Андре Флері | Голкіпери            | Кріс Осгуд (00:00-58:48) |          |
| Джордан Стаал (20:51) Тайлер Кеннеді (45:35) |                  | Кріс Дрейпер (48:01) |                          |          |
| 4 хв.                                        | Вилучення        | 4 хв.                |                          |          |
| 31                                           | Кидки            | 26                   |                          |          |

| 12 червня 2009 | Детройт Ред Вінгз | 1 : 2 (0:0, 0:2, 1:0) | Піттсбург Пінгвінс | Джо Луїс Арена |

| Протокол                  | Протокол                 | Протокол                                    | Протокол         | Протокол |
| ------------------------- | ------------------------ | ------------------------------------------- | ---------------- | -------- |
|                           | Кріс Осгуд (00:00-58:48) | Голкіпери                                   | Марк-Андре Флері |          |
| Джонатан Ерікссон (53:53) |                          | Максим Тальбо (21:13) Максим Тальбо (30:07) |                  |          |
| 4 хв.                     | Вилучення                | 6 хв.                                       |                  |          |
| 25                        | Кидки                    | 18                                          |                  |          |

| Володар Кубка Стенлі 2009       |
| ------------------------------- |
| Піттсбург Пінгвінс третій титул |

## Володарі Кубка Стенлі
| Володарі Кубка Стенлі Піттсбург Пінгвінс | Воротарі: Марк-Андре Флері, Метью Гарон Захисники: Гел Гілл, Алекс Голігоскі, Роб Скудері, Марк Ітон, Філіпп Буше, Брукс Орпік, Сергій Гончар, Кріс Летанг Нападники: Паскаль Дюпюї, Білл Герін, Кріс Кунітц, Петр Сикора, Метт Кук, Руслан Федотенко, Крейг Адамс, Ерік Годар, Мірослав Шатан Головний тренер: Ден Байлсма Генеральний менеджер: Рей Шеро |